# Francis William Newman
Francis William Newmann (27. juni 1805 i London – 4. oktober 1897 i Weston super Mare) var en engelsk historiker og religiøs-filosofisk forfatter, bror til John Henry Newman.
Newman studerede klassiske sprog i Oxford, berejste 1830—33 Østerlandene, studerede her blandt andet arabisk og var efter hjemkomsten en tid lang lærer ved lærde skoler, indtil han 1846 blev professor i romersk litteratur ved University College i London; 1863 tog han sin afsked. 
Newman har blandt andet udgivet: Handbook of modem Arabic (1863), Dictionary of modern Arabic (2 bind, 1871), History of the Hebrew Monarchy (1847; 3. udgave 1865), Regal Rome, an introduction to Roman History (1852), Hebrew Theism (1874), Theism or didactic religious utterances (1858), Life after dead (1887), The soul, her sorrows and her aspirations (1849; 9. udgave 1882), Phases of faith (1849, ny udgave 1881) osv. 
I disse skrifter optræder han som talsmand for en på fornuft og humanitet grundet tro; flere af hans skrifter er samlede i Miscellanies (3 bind, 1869—89).